# Сачочуо
Сачочуо (груз. საჭოჭუო) — село в Грузии, на территории Хобского муниципалитета края (мхаре) Самегрело-Верхняя Сванетия.

## География
Село находится в западной части Грузии, на правом берегу реки Риони, на расстоянии приблизительно 14 километров (по прямой) к юго-западу от города Хоби, административного центра муниципалитета. Абсолютная высота — 1 метр над уровнем моря.

## Население
По результатам официальной переписи населения 2014 года, в Сачочуо проживало 310 человек (168 мужчин и 142 женщины). В национальной структуре населения грузины составляли 99,4 %.
| Год  | Население, человек |
| ---- | ------------------ |
| 2002 | 368                |
| 2014 | ↘ 310              |